# Дом свободной прессы
Дом свободной прессы (рум. Casa Presei Libere) — здание в Бухаресте, расположенное на улице Бульвар «Король Михай I». Памятник архитектуры.

## История
Возведен в 1952-56 гг. годах по типу «сталинских высоток» и до 2007 г. при высоте в 92 метра (без учёта 12-метровой антенны) оставался самым высоким зданием Румынии.
Объём здания составляет 735 тыс. м³. На площади перед ним в 1960 г. был установлен гигантский памятник Ленину, от которого ныне остался один пьедестал. Прежде в здании размещалась редакция румынской газеты «Скынтея» («Искра»). Наименование здания в то время было — Combinatul Poligrafic Casa Scînteii I. V. Stalin (Полиграфический комбинат «Дом „Скынтеи“» им. И. В. Сталина). В настоящее время здание сдаётся под офисы газет и коммерческих организаций.

## Оценки
Отдельные исследователи относят здание к типу памятников так называемой «тоталитарной архитектуры».